# Hippocamelus percultus
Los restos de huemules pleistocénicos de Tarija, son una serie de materiales fósiles colectados en dicha región del sur de Bolivia —que fueron referidos científicamente como Hippocamelus percultus (un taxón de validez  discutida)—. Pertenecen a un cérvido extinto que habitó durante el Pleistoceno en el centro de Sudamérica y que fue adscripto al género Hippocamelus, cuyas especies vivientes son denominadas comúnmente huemules, güemules, venados o ciervos.

## Taxonomía
Descripción original
Esta especie fue descrita originalmente en 1902 por el naturalista, arqueólogo, antropólogo, paleontólogo y geólogo argentino Florentino Ameghino, con el nombre científico de Cervus percultus.
Las muestras fueron recogidas por el naturalista viajero y geólogo Enrique De Carles, en la expedición al valle de Tarija (Bolivia), que este efectuó desde agosto de 1886 hasta julio de 1887.
Etimología
Etimológicamente, el término genérico Hippocamelus se construye con palabras del idioma griego, en donde: hippos significa ‘caballo’ y kamelos es ‘camello’. El sacerdote, naturalista, geógrafo y cronista chileno abate Juan Ignacio Molina, describió al huemul del sur (Hippocamelus bisulcus) como un animal a mitad de camino de un caballo y un guanaco, un eslabón intermedio entre los cuadrúpedos rumiantes y los solípedos. El epíteto específico percultus viene de la misma palabra en latín, que significa ‘muy adornado’.

### Características e historia taxonómica
Según Florentino Ameghino, el tamaño de este cérvido, sería comparable a la del viviente ciervo de los pantanos (Blastocerus dichotomus), es decir, similar al mayor cérvido de Sudamérica y mayor que las especies vivientes del género 'Hippocamelus. 
Hippocamelus percultus fue creado sobre molares sueltos, inferiores y superiores. Estos tienen la corona proporcionalmente muy alta; el lóbulo semilunar interno exhibe la punta posterior dilatada con forma de estribo transversal; la cara perpendicular externa se caracteriza por ser deprimida, con las tres aristas principales muy suaves, en especial la arista media, las intermedias también muestran poco desarrollo, en especial la del lóbulo posterior de cada pieza; el esmalte muestra pequeñas arrugas dispuestas en orientación vertical. Las medidas y características son las siguientes: 
m.²
Última muela superior, poco gastada, de un individuo adulto pero no viejo.
- Diámetro antero-posterior 19 mm;
- Diámetro transverso máximo 19 mm;

m.³
Muela sexta superior, muy gastada por ser de un animal muy viejo
- Diámetro antero-posterior 17 mm;
- Diámetro transverso máximo 20 mm.

Hippocamelus percultus es un taxón de situación taxonómica inestable debido a lo limitado del material con que fue fundado.
Ameghino, quien sobre la base de dientes aislados fue el primero en dar a conocer la presencia de cérvidos en la fauna fósil del valle de Tarija, identificó en la misma publicación, además de esta especie, otras dos, unas muelas superiores incompletas que adjudicó a Cervus tuberculatus Gervais y Ameghino (1880) y fragmentos de muelas, en especial inferiores, con las que fundó otra nueva especie: Hippocamelus (Furcifer) incognitus, taxón que, si bien más pequeño, lo relacionó con el huemul del sur (Hippocamelus bisulcus) —al punto que Alfredo Castellanos lo trató como una subespecie de este (Hippocamelus bisulcus incognitus)—. En 1920 M. Boule y A. Thevenin dejaron la identificación específica de los cérvidos fósiles de Tarija a otros investigadores y pendiente de la recuperación de más material diagnóstico.
En 1963, Robert Hoffstetter publica un estudio preliminar sobre la mastofauna fósil de Tarija, luego de revisar las colecciones exhumadas en la zona y que estaban distribuidas en museos nacionales y privados de varios países. Las astas que pudo observar pertenecían a dos géneros bien definidos. Unas eran de un taxón mucho menor, caracterizado por sus astas simples, largas y delgadas, en cuya parte inferior se observa una ornamentación característica; por su longitud y ornamentación se distinguen fácilmente de las de los otros géneros sudamericanos con astas no ramificadas. A dicho taxón el autor lo había asignado a Agalmaceros tarijensis, sin embargo, las observaciones de nuevos materiales le permitieron convencerse de que este taxón es de un género distinto, circunscripto a esa especie, para el que propuso el nombre de Charitoceros. Debido a su pequeño tamaño, consideró posible que los dientes mencionados por Ameghino sobre los que basó su especie Hippocamelus incognitus (nomen nudum) estén relacionados con Charitoceros tarijensis. El otro género de cérvido fósil tarijeño que Hoffstetter encontró es mucho mayor; lo adscribió a un Hippocamelus con astas de formas robustas, con un tamaño compatible con los dientes descritos por Ameghino bajo el nombre de Cervus percultus y C. tuberculatus, dudando que a esta última especie pampeana le correspondan las piezas tarijeñas, no dibujadas por Ameghino.
En el año 1980 David Frailey, Kenneth E. Campbell y Ronald G. Wolff dan a conocer un nuevo material del género proveniente del valle de Tarija (localidad: Pueblo Viejo) que en diciembre de 1976 había sido recolectado por ellos mismos, junto con el ingeniero Bethuel Arozqueta. La pieza es la denominada KUVP 43063, la cual consiste en un asta casi entera, que carece solo de los extremos distales de las puntas. La base de la cornamenta y el tercio proximal de cada punta tienen fuerte estriado, el que se desvanece gradualmente y está ausente en el tercio distal de cada punta. Esta muestra les permitió confirmar la presencia del género Hippocamelus en esta asociación faunística, aunque prefirieron no asignar una identificación específica, teniendo en cuenta la variabilidad individual que presentan las astas de dicho género. Esta pieza fue depositada en la colección de Paleontología de Vertebrados de la Universidad de Kansas (KUVP), Estados Unidos.
Se postuló que este taxón podría tener una pequeña posibilidad de ser un eslabón de un linaje evolutivo hoy representado por H. antisensis, es decir, una rama que partiendo desde una entidad ancestral acumuló procesos evolutivos que derivaron en la taruca, cérvido viviente, aunque estos siendo no naturales de Tarija, pero que en ocasiones migra hacia las cordilleras situadas en el oeste del valle de Tarija. Se determinó que la posibilidad mayor del linaje fuese el de Hippocamelus bisulcus.

### Procedencia estratigráfica
Los restos que permitieron fundar Hippocamelus percultus provienen de los denominados “sedimentos verdosos” (de edad “Belgranense”), Pleistoceno superior) del valle de Tarija, localizado en el departamento homónimo del sur de Bolivia. A su asociación faunística se le adjudicó una edad correspondiente al Pleistoceno medio (según S. D. Webb), si bien otros la consideran más moderna, ubicándola entre 40 000 y 20 000 años AP.